# Adiam Dawit
Adiam Dawit Mengs (Tigrinya ኣድያም ዳዊት መንግስ; * 2. November 2002) ist eine eritreische Radrennfahrerin.

## Sportlicher Werdegang
Als Juniorin war Dawit 2019 auf dem Podium der nationalen Meisterschaften, 2021 war sie mit 19 Jahren Zweite in der Elite. In jenem Jahr gewann sie auch die Tour Zoba Maekel, das bedeutendste Etappenrennen des Landes. Im Jahr darauf war sie Mitglied der eritreischen Nationalmannschaft, die bei den Afrikameisterschaften das Mannschaftszeitfahren gewann, und absolvierte einen Lehrgang am Centre Mondial du Cyclisme.
2024 zeichnete sie sich bei den Afrikaspielen aus, wo sie in jedem ihrer fünf Wettkämpfe eine Medaille errang, drei davon in der U23. Sie wurde erstmals Landesmeisterin in der Elite, und zwar im Einzelzeitfahren. Bei den Afrikameisterschaften im Oktober gewann sie vier weitere Medaillen, insbesondere wurde sie im Straßenrennen hinter Ashleigh Moolman-Pasio Zweite und damit U23-Afrikameisterin.

## Persönliches
Adiam Dawit ist die jüngere Schwester von Yohana Dawit, die 2016 eritreische Meisterin im Straßenrennen war und sich bei einem Aufenthalt in den Vereinigten Staaten absetzte.

## Erfolge
2022
 Afrikameisterin – Mannschaftszeitfahren
 Afrikameisterschaften – Einzelzeitfahren (U23)
2023
 Eritreische Meisterin – Einzelzeitfahren (U23)
2024
 Afrikaspiele – Mannschaftszeitfahren
 Afrikaspiele – Mixed-Staffel
 Afrikaspiele – Einzelzeitfahren, Kriterium (U23)
 Afrikaspiele – Straßenrennen (U23)
 Eritreische Meisterin – Einzelzeitfahren
 Afrikameisterschaften – Straßenrennen, Mixed-Staffel
 Afrikameisterin – Straßenrennen (U23)
 Afrikameisterschaften – Einzelzeitfahren (U23)